# Lali Puna

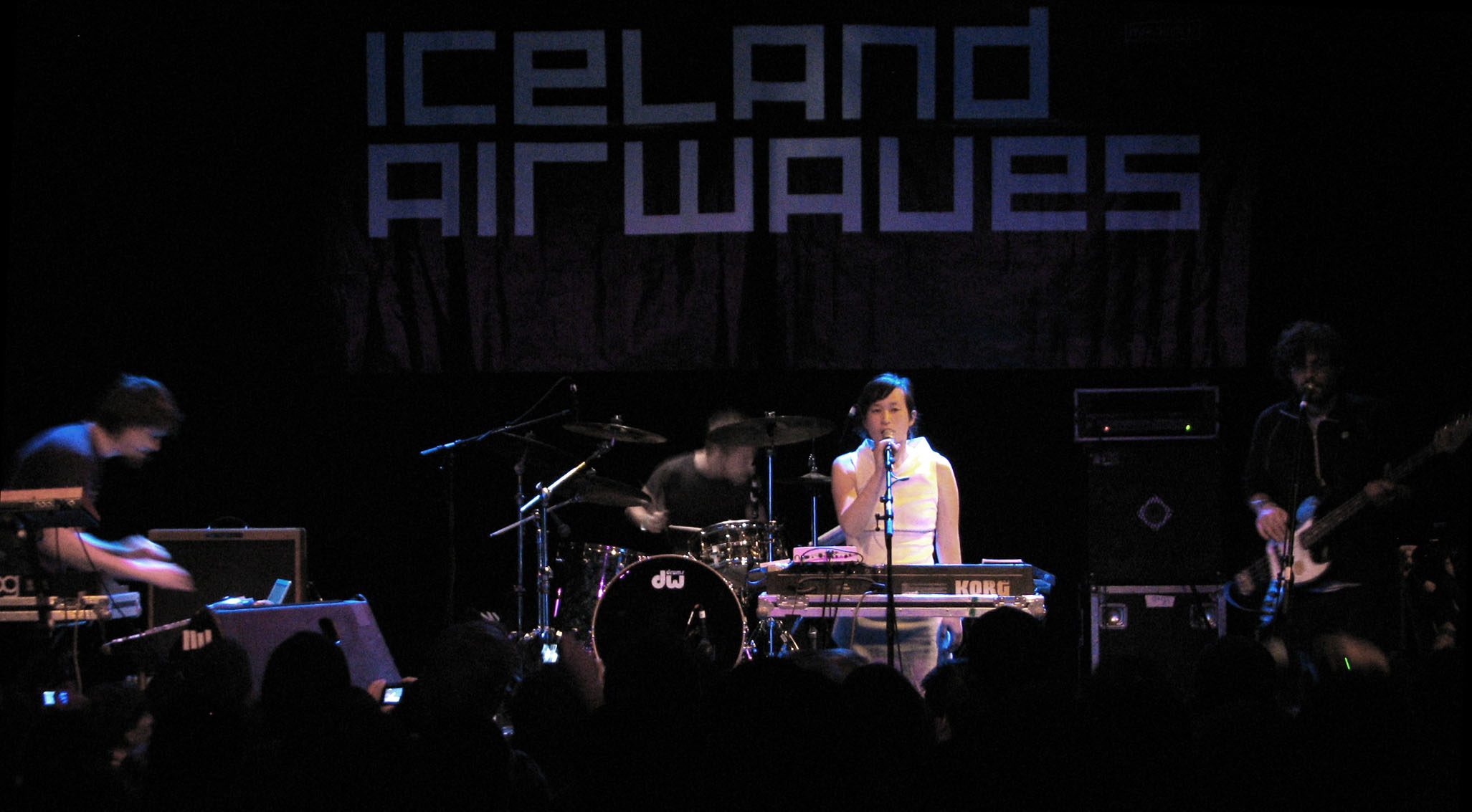
Lali Puna

Lali Puna est un quatuor formé en 1998 à Munich autour de la chanteuse d'origine sud-coréenne Valerie Trebeljahr.

## Composition
- Valerie Trebeljahr (chant, claviers, sampler);
- Markus Acher (basse, claviers, sampler);
- Christoph Brandner (batterie, percussions électroniques, sampler);
- Christian Heiß (claviers, sampler).

## Origine et influences
Les Lali Puna ont cinq albums à leur actif, tous parus sur le label berlinois Morr Music. Leur musique est composée par Valerie et Markus.

Les musiciens de Lali Puna travaillent également avec Ms. John Soda, Tied & Tickled Trio (Markus Acher), The Notwist (M. Acher et C. Brandner), Console (Christoph Brandner).